# ATF1
ATF1 (англ. Activating transcription factor 1) – білок, який кодується однойменним геном, розташованим у людей на короткому плечі 12-ї хромосоми. Довжина поліпептидного ланцюга білка становить 271 амінокислот, а молекулярна маса — 29 233.
| 10         |  | 20         |  | 30         |  | 40         |  | 50         |
| ---------- |  | ---------- |  | ---------- |  | ---------- |  | ---------- |
| MEDSHKSTTS |  | ETAPQPGSAV |  | QGAHISHIAQ |  | QVSSLSESEE |  | SQDSSDSIGS |
| SQKAHGILAR |  | RPSYRKILKD |  | LSSEDTRGRK |  | GDGENSGVSA |  | AVTSMSVPTP |
| IYQTSSGQYI |  | AIAPNGALQL |  | ASPGTDGVQG |  | LQTLTMTNSG |  | STQQGTTILQ |
| YAQTSDGQQI |  | LVPSNQVVVQ |  | TASGDMQTYQ |  | IRTTPSATSL |  | PQTVVMTSPV |
| TLTSQTTKTD |  | DPQLKREIRL |  | MKNREAAREC |  | RRKKKEYVKC |  | LENRVAVLEN |
| QNKTLIEELK |  | TLKDLYSNKS |  | V          |  |            |  |            |

A: Аланін

C: Цистеїн

D: Аспарагінова кислота

E: Глутамінова кислота

G: Гліцин

H: Гістидин

I: Ізолейцин

K: Лізин

L: Лейцин

M: Метіонін

N: Аспарагін

P: Пролін

Q: Глутамін

R: Аргінін

S: Серин

T: Треонін

V: Валін

Кодований геном білок за функціями належить до активаторів, фосфопротеїнів. 
Задіяний у таких біологічних процесах, як транскрипція, регуляція транскрипції, альтернативний сплайсинг. 
Білок має сайт для зв'язування з ДНК. 
Локалізований у ядрі.